# Chmielewo (gmina Pułtusk)
Chmielewo – wieś w Polsce położona w województwie mazowieckim, w powiecie pułtuskim, w gminie Pułtusk. Ma status sołectwa. Leży nad Narwią.
W latach 1975–1998 miejscowość należała administracyjnie do województwa ciechanowskiego.